# Anna Ricci i Giraudo
Anna Ricci i Giraudo (Barcelona, 9 d'agost de 1930 - 15 de febrer de 2001) fou una mezzosoprano catalana, que es va dedicar professionalment al cant, les representacions d'òpera clàssica, la recuperació de la lírica dels segles xii i xiii i l'ensenyament de la música.
El fons d'Anna Ricci es conserva a la Biblioteca de Catalunya.

## Biografia
Va néixer com a Mercè Ricci i Giraudo el 1930 a la ciutat de Barcelona de pares italians. Va tenir com a mestra la cantant Concepció Callao (de cant) i Safford Cape (de música antiga). Va destinar bona part de la seva carrera a la docència de la tècnica vocal. Va morir el 16 de febrer de 2001 a la ciutat de Barcelona.
L'any 1998 fou guardonada amb el Premi Nacional de Música i el 1999 amb la Creu de Sant Jordi, ambdós guardons concedits per la Generalitat de Catalunya. L'any 2001 li fou atorgada, a títol pòstum, la Medalla d'Or al Mèrit Artístic concedida per l'Ajuntament de Barcelona.

## Carrera musical
Va iniciar la seva carrera l'any 1949, i va debutar al Gran Teatre del Liceu deu anys després, amb Hansel i Gretel, de Humperdink. El seu repertori ha estat un dels més amplis coneguts fins al moment, abastant des de les cançons sefaradites i hebraiques, la lírica trobadoresca i Monteverdi, catalano-provençals del segle xii i xiii fins a l'òpera i les creacions més avantguardistes de la música contemporània del segle xx.
L'activitat concertística d'Anna Ricci es va centrar en tres eixos. En primer lloc, la música catalana a partir del noucentisme. No només els membres del Círculo Manuel de Falla li dedicaven les seves cançons, sinó també molts altres compositors de la generació precedent, com Frederic Mompou, Xavier Montsalvatge, Manuel Blancafort, Eduard Toldrà, Ricard Lamote de Grignon i Joaquim Homs, i altres joves com ara Joan Guinjoan, Xavier Benguerel, Josep Soler, Albert Sardà, Jep Nuix i una llarga llista d'altres compositors. Al segon eix, trobem la música nova internacional, des d'Arnold Schönberg a John Cage, passant per Luciano Berio i Pierre Boulez –es deuen a ella les primeres audicions a Espanya d'obres d'aquests autors– i espanyols, com Luis de Pablo, Tomás Marco, Juan Hidalgo i Ramón Barce. I en tercer lloc, l'eix dedicat a la música medieval, concretament la dels trobadors i les cançons sefardites.
Ha cantat amb directors del prestigi de Bruno Maderna, Mario Rossi, Rafel Frühbeck, Eduardo Mata, Jesús López Cobos, Jose Ramón Encinar, Kent Nagano, Werner Torkanowsky, Andrej Markowsky, A. Ros-Marbà…
Va gravar discs per a Hispavox, Emi Odeón, Cignus, Edicsa, R.C.A., Hemisferio... Amb la N.D.R. d'Hamburg té tretze programes gravats, entre els quals El Amor Brujo, de Manuel de Falla, així com molts altres a Berlín, Múnic, Stuttgart, Hannover, Bremen, Suïssa, Bèlgica, Països Baixos, França i a nivell nacional, per a Ràdio 2, ha gravat obres de més de ciquanta compositors.
Vinculada, així mateix, al teatre de les avantguardes, va col·laborar amb Joan Brossa en el seu muntatge Suite bufa, estrenada l'any 1966, amb música de Josep Maria Mestres Quadreny. També va col·laborar amb Carles Santos, l'any 1968, en la seva obra Concert irregular, el 1982 fa l'espectacle musical-cinematogràfic-teatral anomenat Elsa de Gabrieli, amb música de Manuel Blancafort, Frederic Mompou, Erik Satie, Kurt Weill, Francis Poulenc, Andrés Lewin-Richter, Giuseppe Verdi, Franz Liszt i Anton Bruckner, i el 1991, va estrenar al Mercat de les Flors de Barcelona Brossiana Teatre-Concert amb música de John Cage, Andrés Lewin-Richter, Luís Callejo, Gabriel Brncic, Eduardo Polonio, Jordi Rossinyol. També aquest any va col·laborar amb el CD monogràfic de Joan Guinjoan, tot cantant "El Diari" i amb el CD monogràfic dedicat a Jesús Rodríguez Picó, tot cantant "Monòleg d'hivern" (Ausiàs March), obra que li va ser dedicada i la té enregistrada al CD Anna Ricci canta a Sepharad.
L'últim any de la seva vida, Anna Ricci el va dedicar a elaborar el projecte Miralla, una col·lecció de 12 discs compactes amb una compilació de tota l'activitat artística de la seva vida, per a deixar un testimoni de tot el seu treball. La mort li va impedir veure realitzat aquest projecte. No obstant, es trobava en una fase prou avançada i ja era pràcticament una realitat.

## Enregistraments sonors
- Ricci, Anna. Anna Ricci i William Waters a RN-2 F.M.: 5-11-83 (casset sonora), [1983].[Enllaç no actiu]
- Ricci, Anna. [Entrevista a Anna Ricci : RNE : "Música sobre la marcha" : 15/02/1989] (casset sonora), [1989].[Enllaç no actiu]
- Ricci, Anna. [Entrevista a Anna Ricci : Catalunya Música : conversa i música "A la manera de..." : juliol 1992] (casset sonora), [1992].[Enllaç no actiu]
- Camp, Manel. [Entrevista a Manel Camp i Anna Ricci amb motiu de la presentació de la suite "Ressorgir" : [programa "Babel" de Catalunya Ràdio, 22 de març 1993]] (casset sonora), [1993].[Enllaç no actiu]
- Ricci, Anna. [Entrevista a Anna Ricci : RNE. Radio Clásica: "Diálogos" : 9 de febrer 1999] (casset sonora), [1999].[Enllaç no actiu]
- Ricci, Anna. Disc: [Enregistrament en viu: "Cançons Sefardites": Auditori del centre cultural la Mercè de l'Ajuntament de Girona: 16, 17 i 18 de setembre 1991] (Disc), [1991].
- Ricci, Anna. Disc: [Anna Ricci canta a Frederic Mompou y su entorno: Madrid: Radiotelevisión Española, 1993].